# Gnathochorisis crassulus
Gnathochorisis crassulus là một loài tò vò trong họ Ichneumonidae.